# Richard Sayre
Richard Sayre es un personaje ficticio creado por Stephen King dentro de la serie de novelas de La Torre Oscura.

## Historia
Su nombre completo es Richard Patrick Sayre. Líder de los Can-toi y jefe de la Corporación Sombra, Sayre es un hombre déspota y cruel (se intuye que puede ser un pedófilo) y es el principal agente de El Rey Carmesí en este mundo, aunque por debajo de Walter. Sayre contrata a Balazar y a sus hombres para presionar a Calvin Tower de vender el local donde se encuentra la rosa. Es quien persigue al Padre Donald Callahan por todo Estados Unidos, enviado hampones, vampiros y neonazis para darle caza.
Finalmente lo atrapa mediante un engaño en el Nueva York de 1983 pero Callahan. También es el encargado de provocar el nacimiento de Mordred Deschain en el Nueva York de 1999.

## Muerte
Su muerte ocurre durante el nacimiento de Mordred cuando Susannah, aprovechando la batalla que se libra en Dixie Pig, toma una pistola y le da dos tiros en la cabeza. Uno por Mia (a la que siempre humilló) y otro por el Padre Callahan.
- Datos: Q6108703